# الزعفران (الحديدة)

تعديل مصدري - تعديل

الزعفران هي إحدى قرى مديرية الدريهمي، التابعة لمحافظة الحديدة اليمنية، بلغ تعداد سكانها 3952 نسمة حسب الإحصاء الذي جرى عام 2004.